# Malacosteus niger
A Malacosteus niger a csontos halak (Osteichthyes) főosztályának sugarasúszójú halak (Actinopterygii) osztályába, ezen belül a nagyszájúhal-alakúak (Stomiiformes) rendjébe és a mélytengeri viperahalfélék (Stomiidae) családjába tartozó faj.

## Előfordulása
A Malacosteus niger a 66° északi és a 30° déli szélességi körök között minden óceánban és nagyobb tengerben jelen van. Eddig csak a Földközi-tengerben nem vették észre.

## Képek

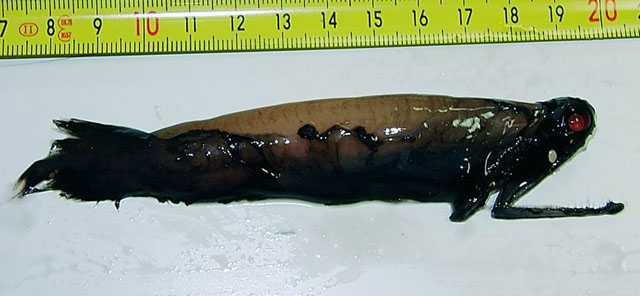
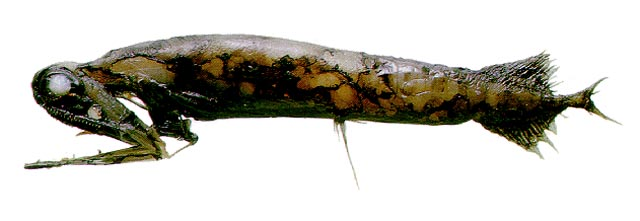
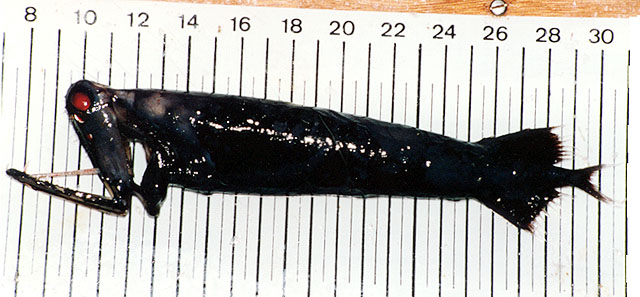
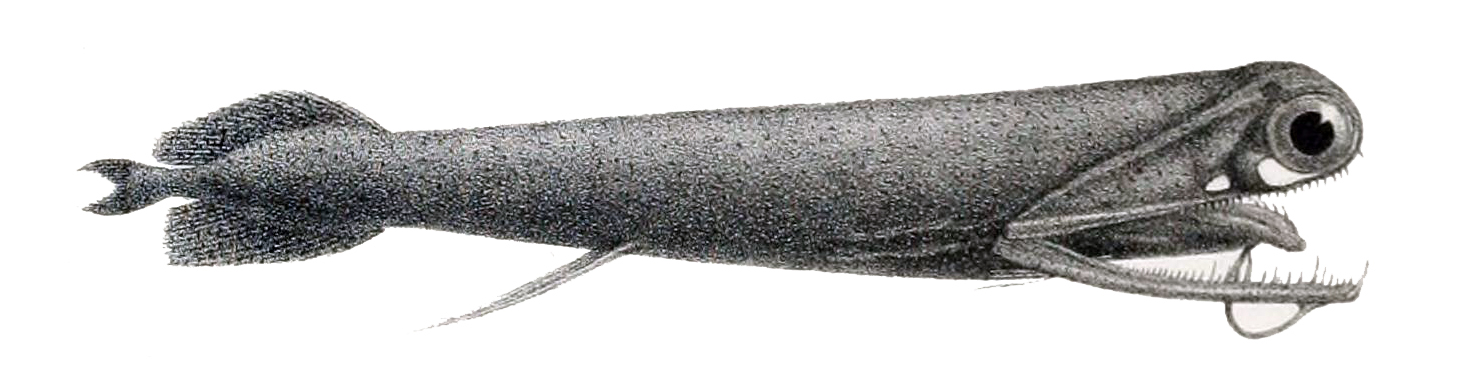

## Megjelenése
Ez a halfaj legfeljebb 25,6 centiméter hosszúra nő meg. A hátúszóján nincs tüske viszont 17-21 sugár van, míg a farok alatti úszóján sincs tüske, azonban 18-24 sugár látható. 47-51 csigolyája van. Világítószervekkel rendelkezik. A világítószervei 3-5-ével 3-5 fürtbe csoportosulnak; főleg a felső állcsonton találhatók. A biolumineszcenciája vörös fényt eredményez.

## Életmódja
Mélytengeri halként 500-3886 méteres mélységek között él. Habár igen keveset tudunk róla, a halbiológusok úgy vélik, hogy nem vesz részt az éjszakánkénti függőleges vándorlásokban - melyekben rengeteg élőlény éjszakánként feljön a felszín közelében táplálkozni. Rákokkal és kis csontos halakkal táplálkozik.